# Azuré bleu céleste
Lysandra bellargus
Espèce
L’Azuré bleu céleste ou Bel-Argus (Lysandra bellargus) est une espèce de lépidoptères (papillons) de la famille des Lycaenidae et de la sous-famille des Polyommatinae.

## Noms vernaculaires
- En français : l’Azuré bleu céleste, le Bel-Argus, l’Argus bleu céleste, l’Argus bleu ciel[1].
- En anglais : Adonis blue[2].
- En allemand : Himmelblauer Bläuling[2].
- En espagnol : niña celeste.

## Description

### Imago
L'imago de Lysandra bellargus est un petit papillon qui présente un dimorphisme sexuel : le dessus du mâle est bleu ciel intense, celui de la femelle est marron bordé de lunules orange. Les deux sexes ont leurs ailes bordées d'une frange blanche entrecoupée de noir caractéristique.
Leur revers est gris ou ocre, orné de points noirs cerclés de blanc et d'une série de lunules submarginales orange.

#### Variabilité
Certaines femelles ont une couleur de fond bleue au recto des ailes. C'est le cas de la forme ceronus, sur laquelle le bleu s'arrête avant la zone marginale de l'aile, et de la forme coelestis, présente dans l'Ouest de la France (Gironde, Charente, Charente-Maritime), où le bleu atteint le bord de l'aile postérieure. Localement fréquentes, ces formes individuelles sont contrôlées génétiquement.

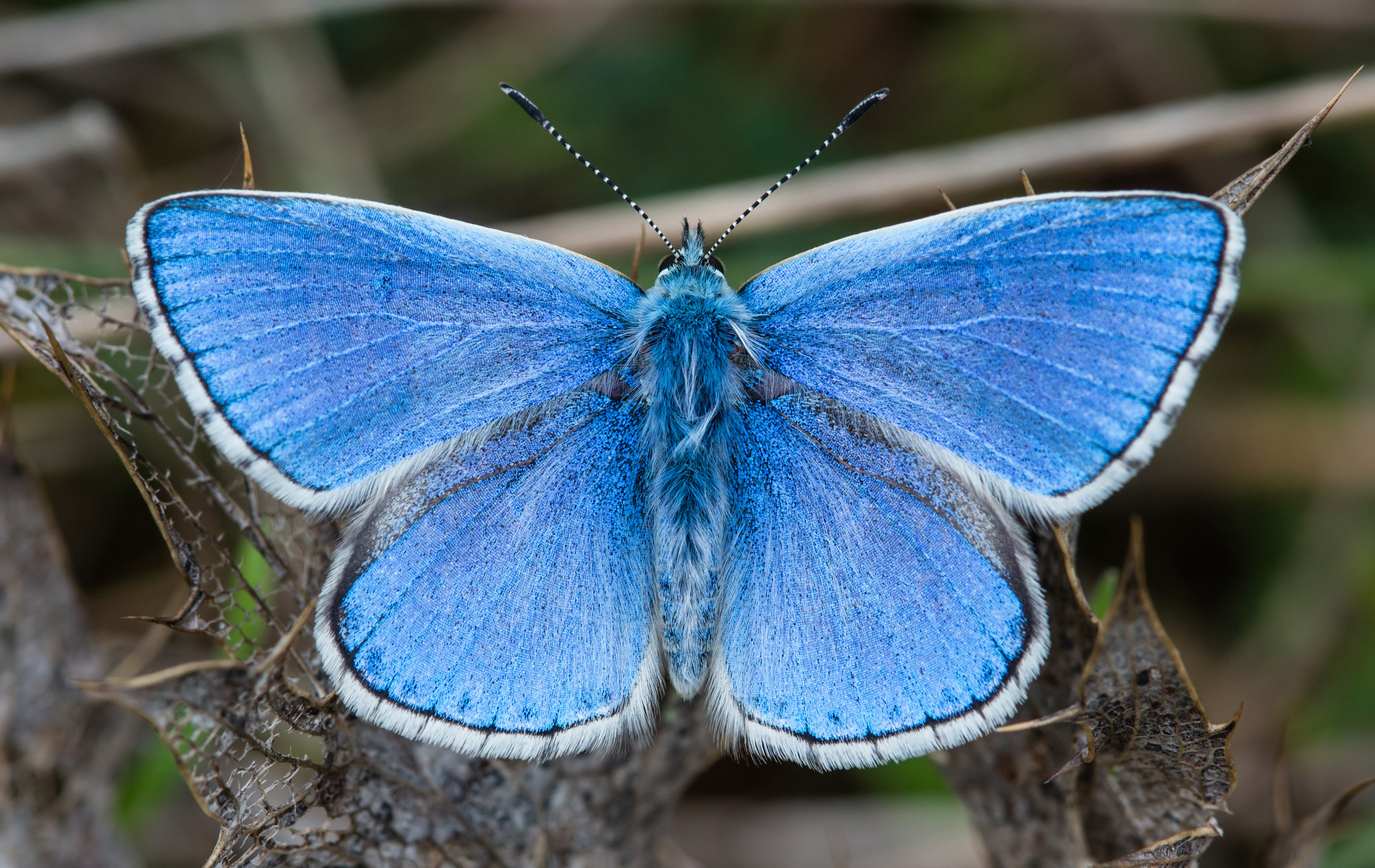
Mâle.
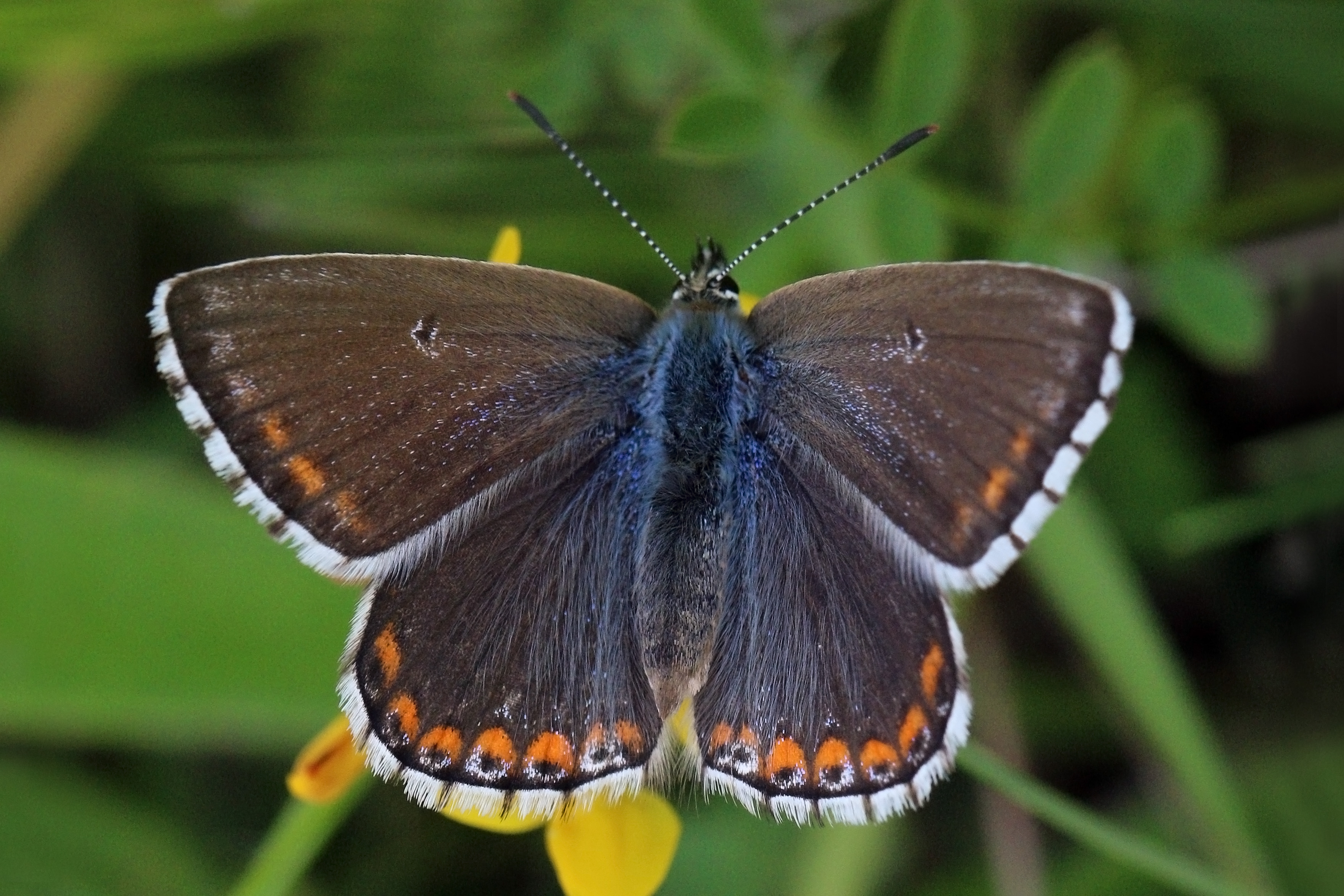
Femelle classique.
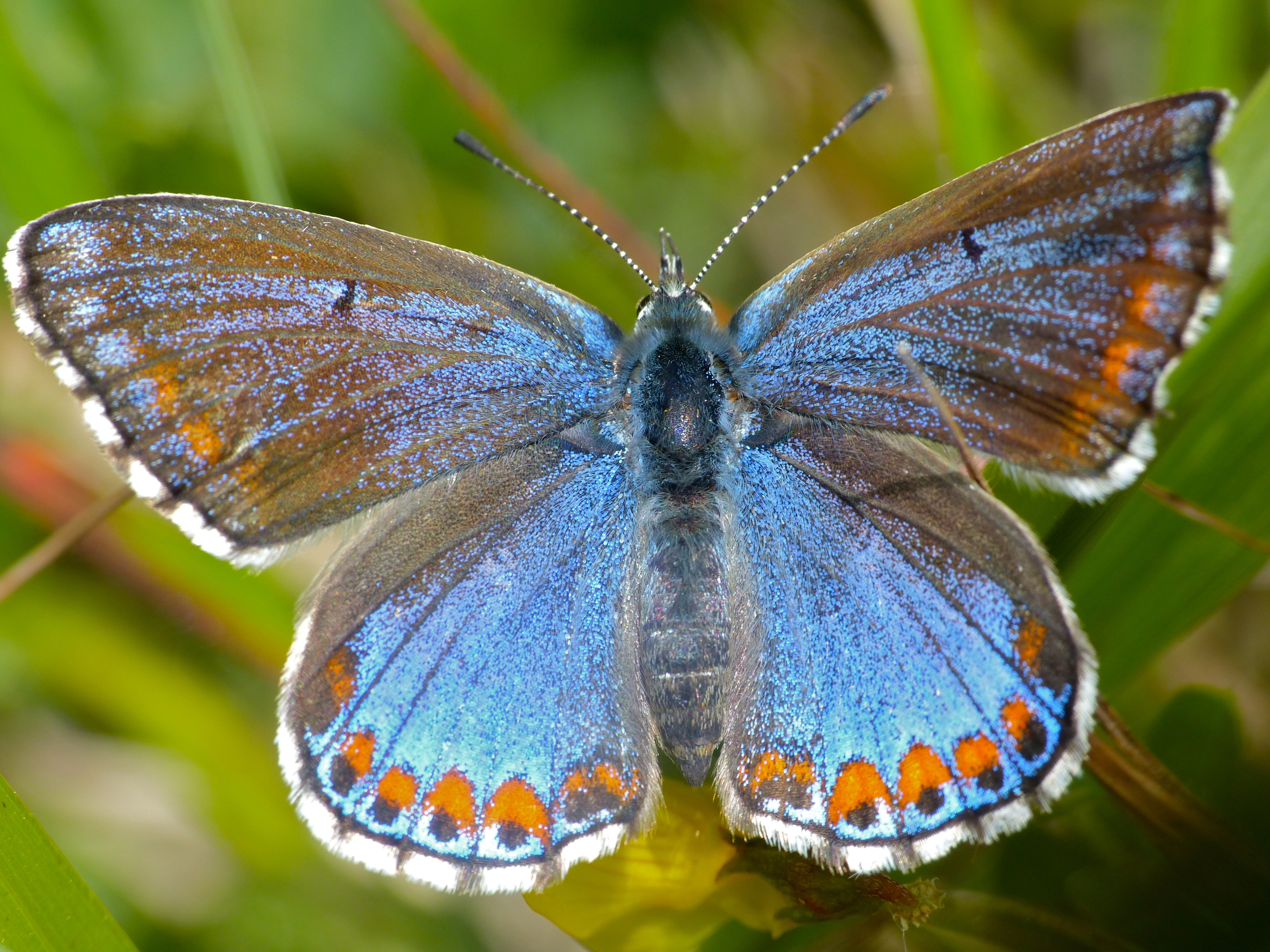
Femelle de la forme ceronus.
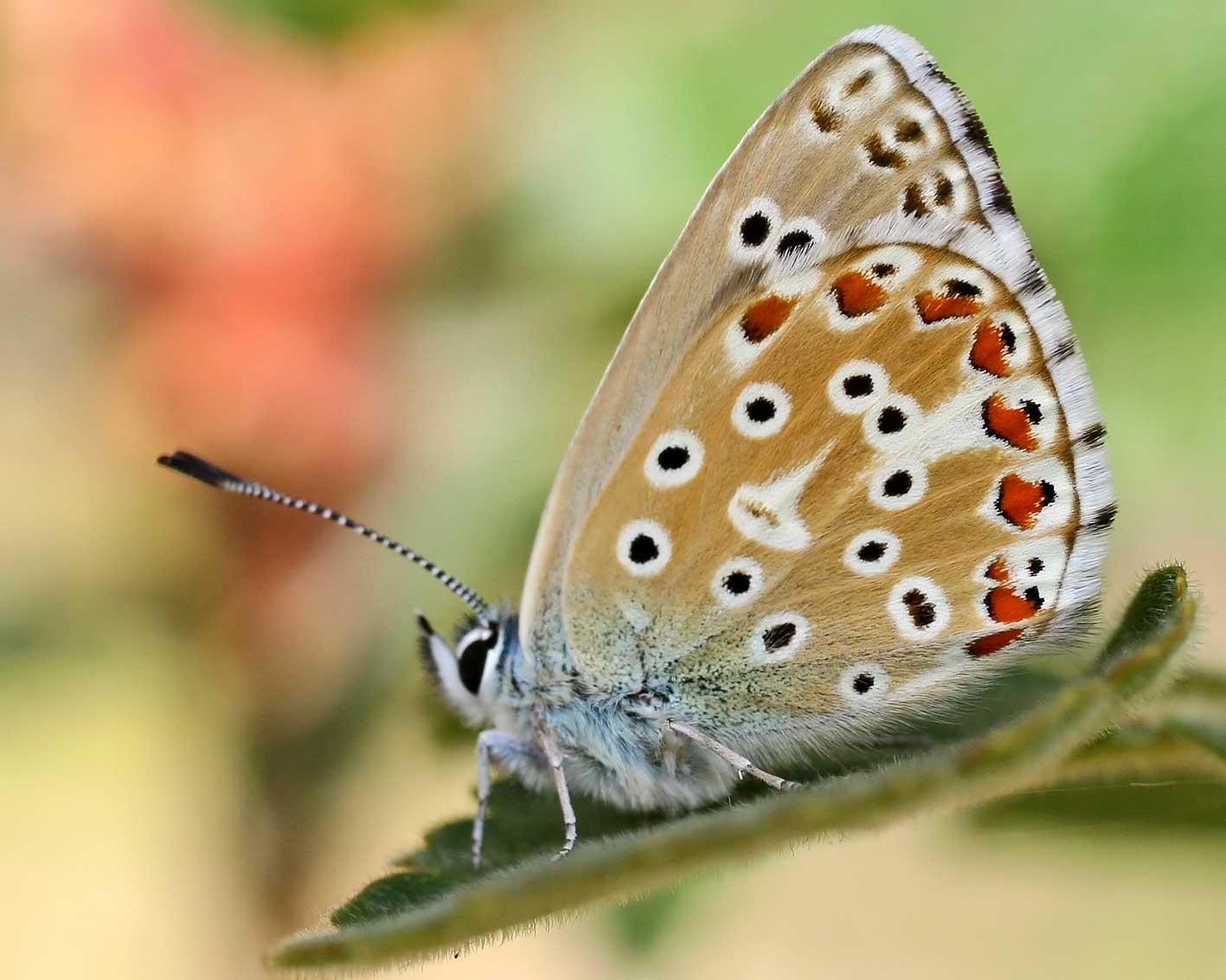
Revers d'un mâle.

#### Espèce proche
Il est le seul dans son aire de répartition à présenter une couleur intense et une frange blanche entrecoupée de noir.

### Chenille
La chenille, petite et trapue, possède une tête rétractile noire et un corps vert à poils sombres avec deux bandes dorsales jaunes et sur les flancs une double ligne jaune.

## Biologie

### Période de vol et hivernation
Il vole en deux générations, de mai à juin puis de juillet à août, mais serait univoltin dans le sud de la Grèce.
Il hiverne au stade de jeune chenille. Les chenilles sont soignées par des fourmis : Lasius niger, Lasius alienus, Plagiolepis pygmaea, Myrmica scabrinodis, Myrmica sabuleti, et Tapinoma erraticum.

### Plantes hôtes
Ses plantes hôtes sont Hippocrepis comosa, Lotus corniculatus et Securigera varia

## Écologie et distribution
Il est présent dans le sud et le centre de l'Europe, en Turquie, en Iran, en Irak, au Caucase et dans le sud de la Russie.
Il est présent dans tous les départements de France métropolitaine à l'exception du Finistère, des Côtes-d'Armor et de la Corse.

### Biotope
Il affectionne les lieux secs, les sols calcaires, les prairies fleuries jusqu'à 2 000 m.

## Systématique
L'espèce Lysandra bellargus a été décrite en 1775 par l'entomologiste allemand Siegmund Adrian von Rothenburg, sous le nom initial de Papilio bellargus,.
Deux combinaisons cohabitent dans la littérature actuelle : Lysandra bellargus (Rottemburg, 1775) et Polyommatus bellargus (Rottemburg, 1775), selon que Lysandra est synonymisé avec Polyommatus ou bien reconnu comme un genre valide.
Synonymes pour l'espèce selon INPN (8 février 2018) :
- Agriades thetis etrusca Verity, 1919
- Agriades thetis inalpina Verity, 1919
- Lycaena adonis (Denis & Schiffermüller, 1775)
- Lycaena bellargus coelestis Oberthür, 1908
- Lycaena bellargus (Rottemburg, 1775)
- Lysandra bellargus bellargus (Rottemburg, 1775)
- Lysandra bellargus etrusca (Verity, 1919)
- Lysandra bellargus fuscescens (Tutt, 1909)
- Lysandra bellargus inalpina (Verity, 1919)
- Lysandra bellargus pictonensis (Hemming, 1931)
- Papilio adonis Denis & Schiffermüller, 1775
- Papilio bellargus Rottemburg, 1775
- Polyommatus adonis (Denis & Schiffermüller, 1775)
- Polyommatus bellargus bellargus (Rottemburg, 1775)
- Polyommatus bellargus etrusca (Verity, 1919)
- Polyommatus bellargus fuscescens (Tutt, 1909)
- Polyommatus bellargus inalpina (Verity, 1919)
- Polyommatus bellargus pictonensis (Hemming, 1931)
- Polyommatus bellargus (Rottemburg, 1775)

## Protection
Pas de statut de protection particulier.